# Cerros Orientales
Les cerros Orientales (en français : collines de l'est) forment un ensemble montagneux à l'est de Bogota. Ils constituent la frontière naturelle orientale de la capitale colombienne. Ils suivent une direction globalement sud-nord,.

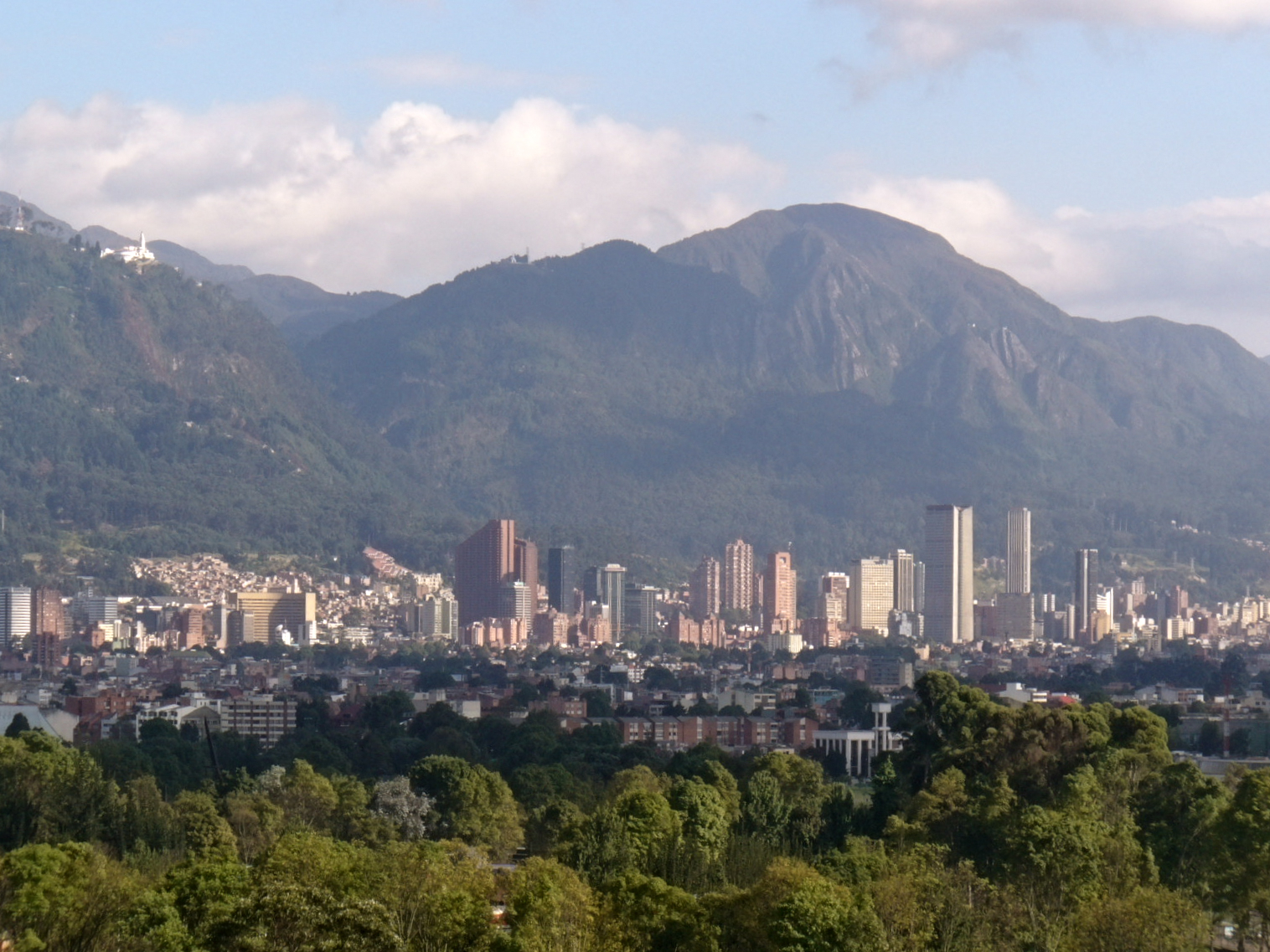
Vue de la partie méridionale des cerros de Bogota : cerro de Guadalupe et cerro de Aguanoso.

Plusieurs zones rurales se trouvent dans les cerros Orientales, et principalement celles des districts d'Usaquén, d'Usme, de Chapinero, de Santa Fe, de San Cristóbal et de Sumapaz. Bien que les cerros Orientales soient des zones protégées, leurs écosystèmes sont menacés par l'urbanisation.